# Người Thracia
Người Thracia (tiếng Hy Lạp cổ: Θρᾷκες Thrāikes, tiếng Latinh: Thraci, tiếng Anh: Thracians) là một nhóm các bộ lạc Ấn-Âu từng sinh sống ở một vùng rộng lớn ở Trung và Đông Nam Âu. Họ nói thứ ngôn ngữ riêng là tiếng Thracia - một nhánh phi chính thức của ngữ hệ Ấn-Âu. Ngành nghiên cứu người Thracia và văn hóa Thracia gọi là Thracia học (Thracology).

## Lịch sử
Tư liệu sớm nhất nhắc tới người Thracia là trong Illiad, trong đó họ về phe với người Troy trong cuộc chiến thành Troy. Họ sống thành các bộ lạc, cư ngụ trên các định đồi ở miền Thracia và không ưa lối sống đô thị. Người Hy Lạp đã đến miền này lập thuộc địa từ thế kỉ 8 trước CN. Dân số họ gia tăng nhanh, sử gia Herodotus ở thế kỉ 5 tr.CN đã xem họ là dân tộc đông đúc thứ nhì trên toàn thế giới (thế giới mà ông biết đến). Nổi tiếng là có nhiều chiến binh mạnh mẽ, tuy nhiên sự thiếu đoàn kết đã cản trở họ lập nên một nhà nước thống nhất mà nếu hiện thực sẽ là một đế quốc hùng mạnh nhất; ngoại trừ một vài vương quốc nhỏ từng có thời hùng mạnh như vương quốc Odrysia ở Thracia và vương quốc Dacia ở Burebista. Người Thracia lần lượt bị Macedonia và La Mã chinh phục. Sau khi vua Rhometalces III của vương quốc Sapes của người Thracia bị ám sát vào năm 46, miền đất này chính thức trở thành một tỉnh La Mã. Dân tộc Thracia dần dần bị Hy Lạp hóa và La Mã toàn bộ.

## Thư viện ảnh

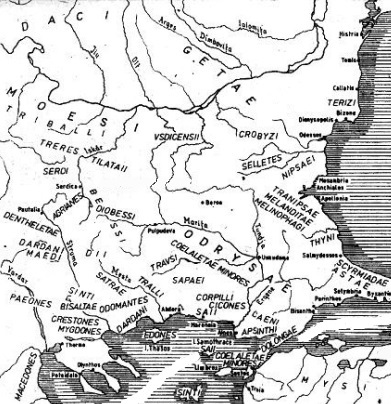
Thracian tribes and heroes.
Map of the territory of Philip II of Macedon.
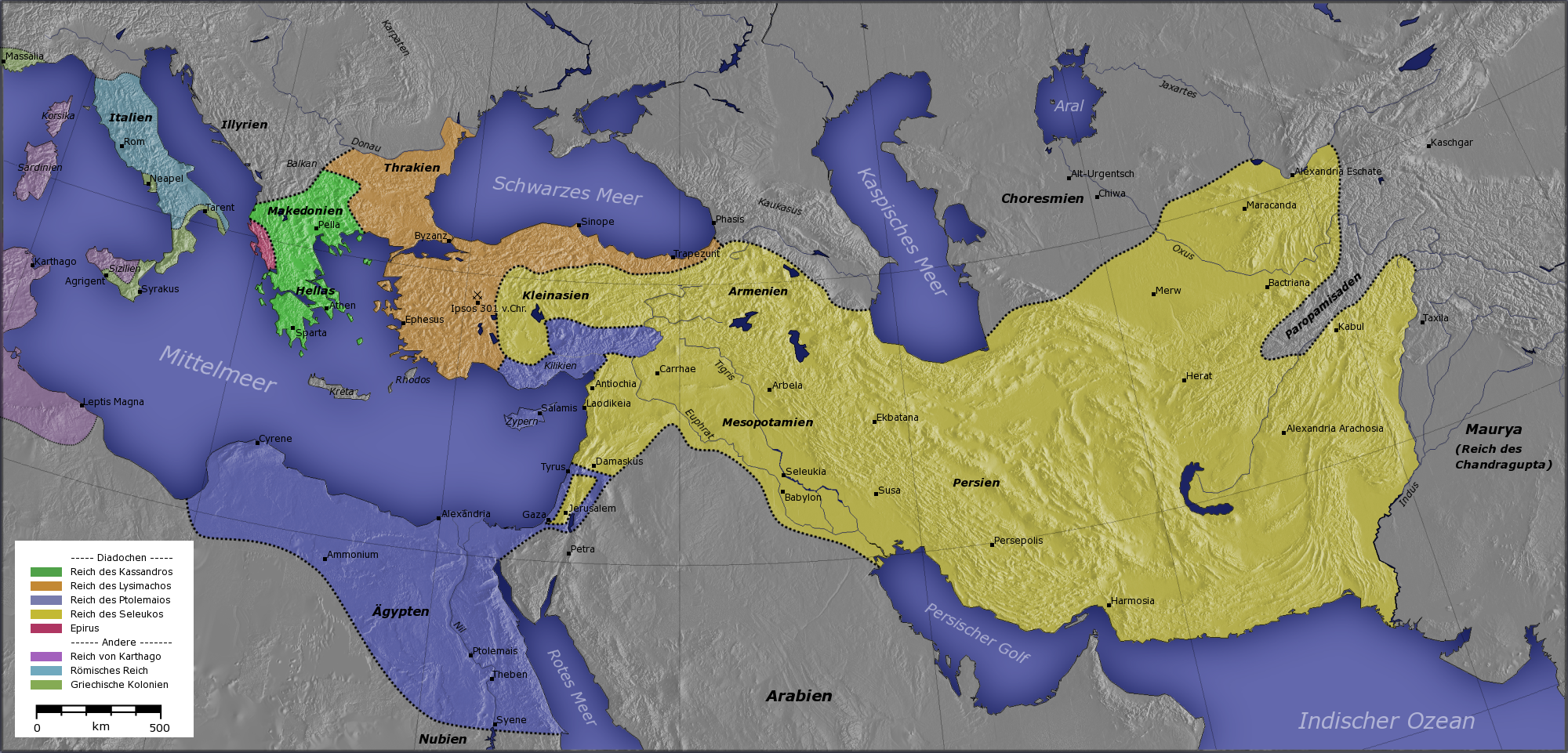
Kingdom of Lysimachus and the Diadochi.
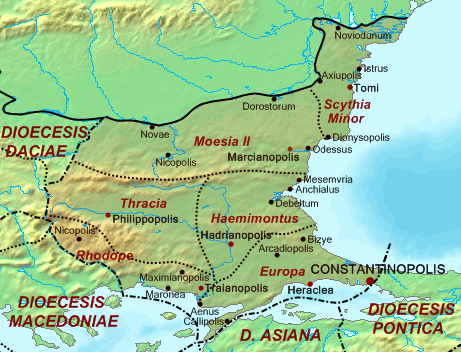
Map of the Diocese of Thrace (Dioecesis Thraciae) c. 400 AD.
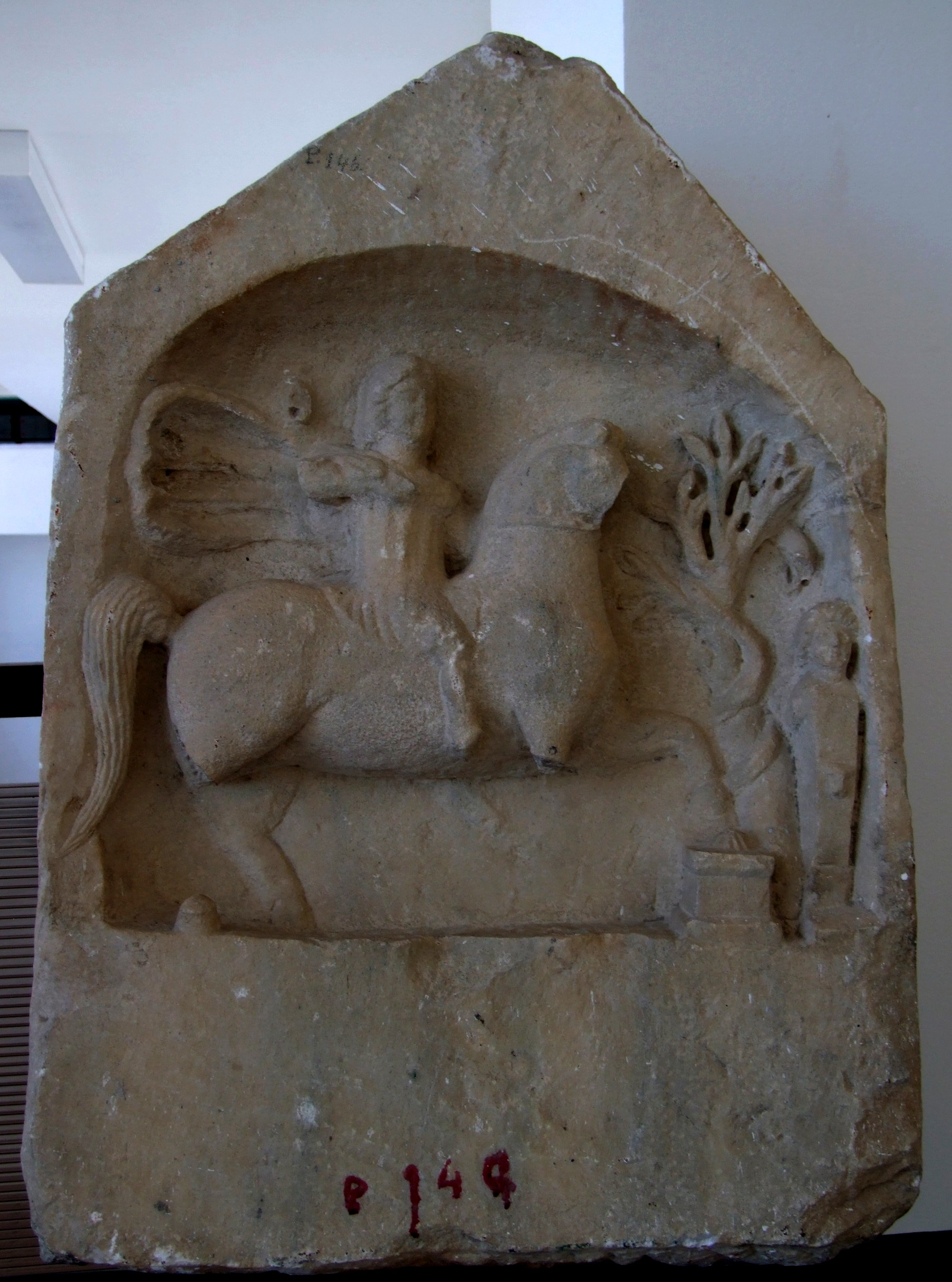
Thracian Roman era "heros" (Sabazius) stele.
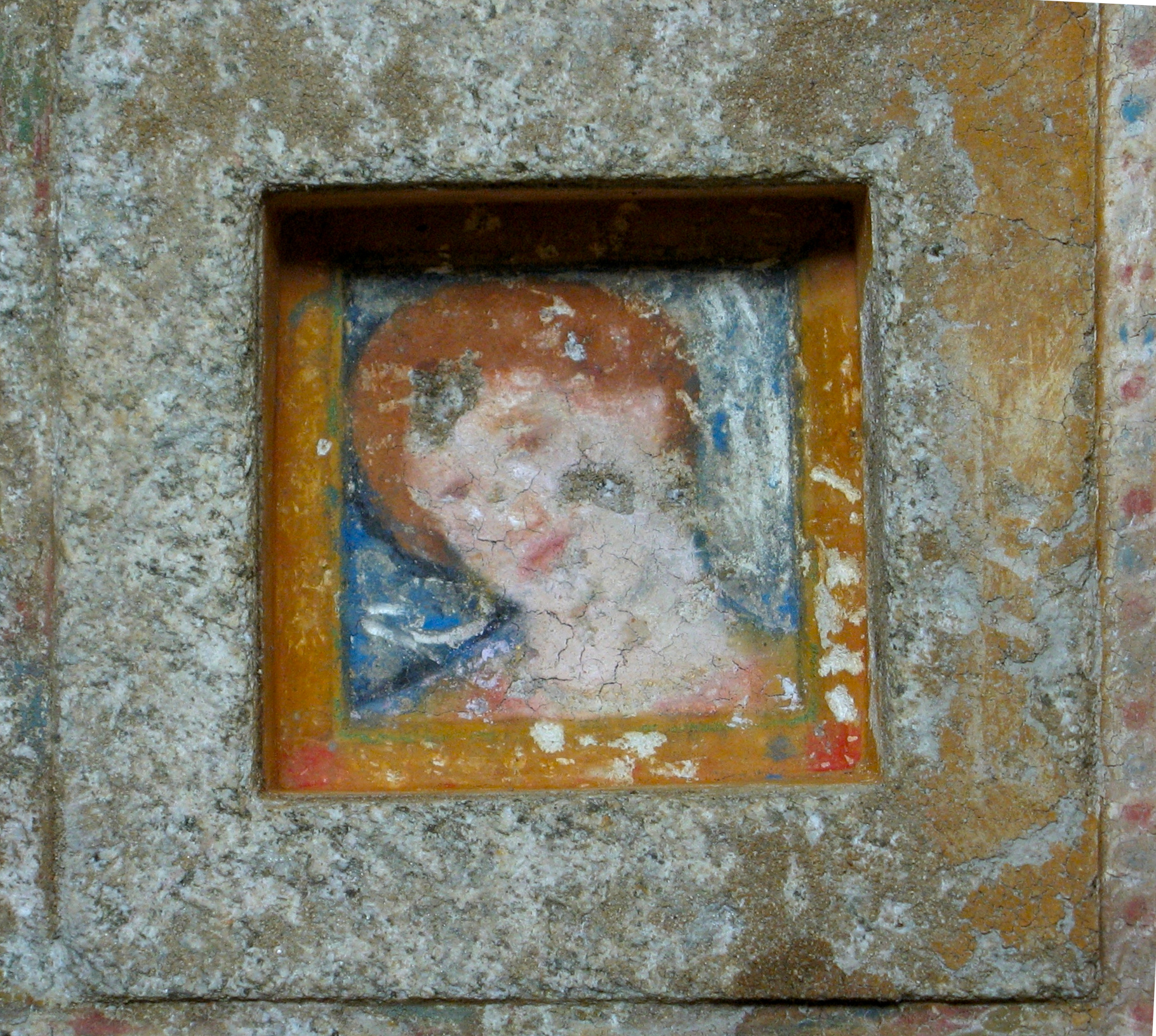
A fresco of a red-haired woman in the Ostrusha Mound in central Bulgaria.
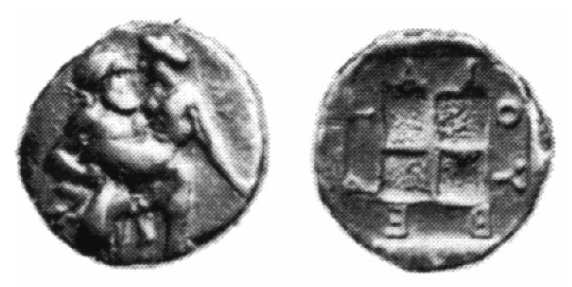
Coin of Bergaios, a local Thracian king in the Pangaian District, Hy Lạp.
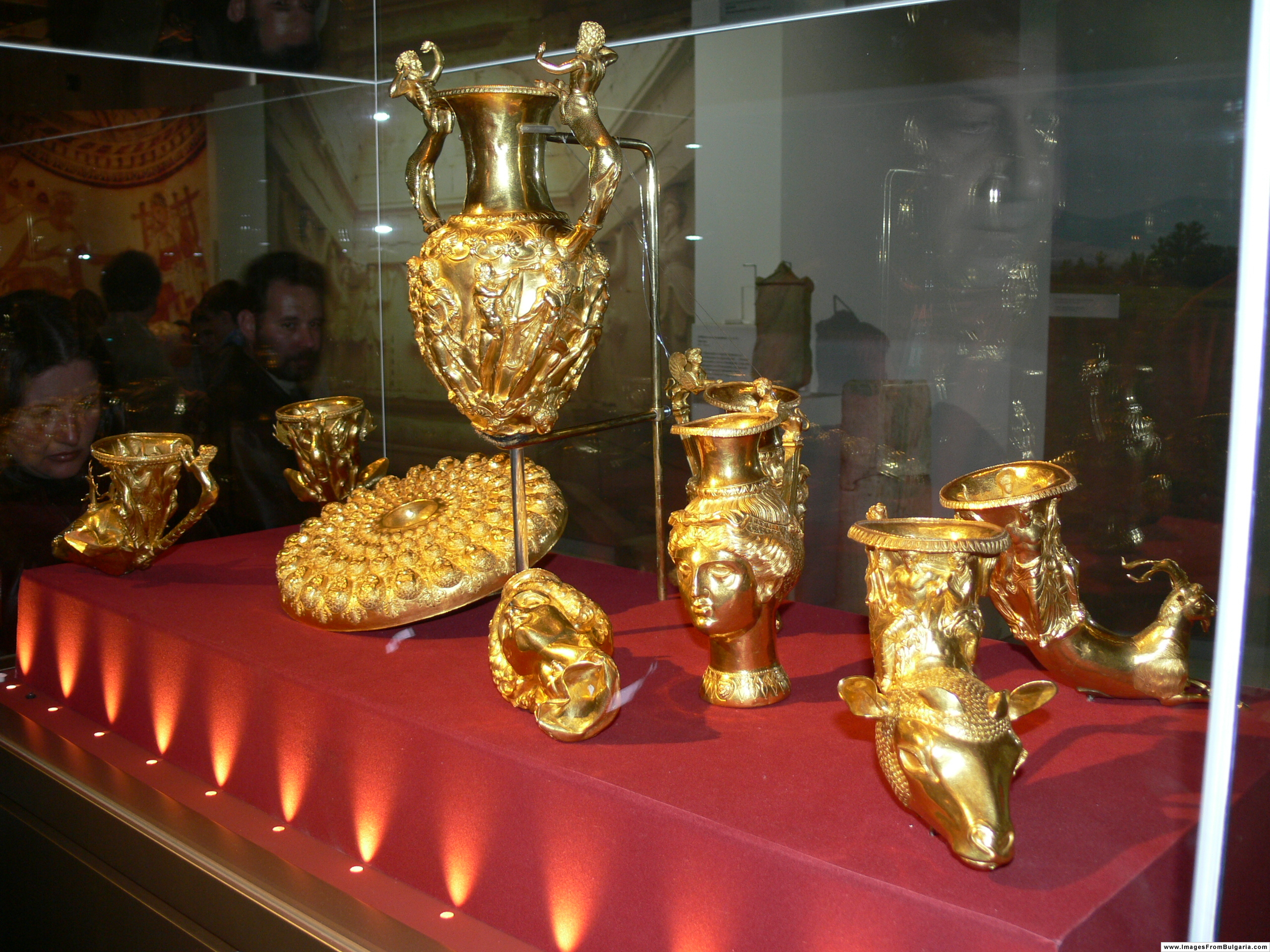
A gold Thracian treasure from Panagyurishte, Bulgaria.